# Formiguer cantaire de Spix
El formiguer cantaire de Spix (Hypocnemis striata) és una espècie d'ocell de la família dels tamnofílids (Thamnophilidae).

## Hàbitat i distribució
Habita el sotabosc de la selva pluvial i zones de sabanes del centre i est del Brasil.